# Lemonade Mouth Karaoke
Lemonade Mouth Karaoke é o segundo álbum do filme Lemonade Mouth e da banda fictícia  com o mesmo nome lançado em 21 de junho de 2011. Contém a maioria das faixas do primeiro álbum. As músicas And the Crowd Goes e Don't You Wish You Were Us não estão no álbum por serem cantadas pelo ator e cantor Chris Brochu.

## Faixas
| # | Titúlo                  | Artista                                     | Artista(s) extra(s)                                                                            |
| - | ----------------------- | ------------------------------------------- | ---------------------------------------------------------------------------------------------- |
| 1 | "Turn Up the Music"     | Bridgit Mendler                             | Naomi Scott (Backing Vocals) Hayley Kiyoko (Backing Vocals) Adam Hicks Blake Michael Nick Roux |
| 2 | " Somebody"             | Bridgit Mendler                             | Naomi Scott (Backing Vocals) Hayley Kiyoko (Backing Vocals) Adam Hicks Blake Michael Nick Roux |
| 3 | "Determinate"           | Bridgit Mendler e Adam Hicks                | Naomi Scott (Backing Vocals) Hayley Kiyoko (Backing Vocals) Blake Michael Nick Roux            |
| 4 | "Here We Go"            | Hayley Kiyoko, Adam Hicks e Bridgit Mendler | Naomi Scott Blake Michael Nick Roux                                                            |
| 5 | "She's So Gone"         | Naomi Scott                                 | Bridgit Mendler (Backing Vocals) Hayley Kiyoko (Backing Vocals)                                |
| 6 | "More Than a Band"      | Lemonade Mouth                              | Nick Roux                                                                                      |
| 7 | " Breakthrough"         | Lemonade Mouth                              | Blake Michael (Backing Vocals) Nick Roux (Backing Vocals)                                      |
| 8 | "Livin' on a High Wire" | Adam Hicks, Bridgit Mendler e Naomi Scott   | Hayley Kiyoko Blake Michael Nick Roux                                                          |

## Vocais
- Bridgit Mendler - Vocais Principais
- Adam Hicks - Vocais Principais e Rap
- Naomi Scott - Vocais Principais e Backing Vocals
- Hayley Kiyoko - Vocais Principais e Backing Vocals
- Blake Michael - Backing Vocals
- Nick Roux - Backing Vocals